# Sherman (Connecticut)
Pour les articles homonymes, voir Sherman.
Sherman est une ville située dans le comté de Fairfield, dans l'État du Connecticut (États-Unis). Lors du recensement de 2010, Sherman avait une population totale de 3 581 habitants.

## Géographie
Selon le Bureau du Recensement des États-Unis, la superficie de la municipalité est de 23,40 milles carrés (60,61 km2), dont 21,89 milles carrés (56,69 km2) de terres et 1,51 milles carrés (3,91 km2) de plans d'eau (soit 6,47 %).

## Histoire
Sherman devient une municipalité en 1802. Elle est nommée en l'honneur de Roger Sherman, qui y fut cordonnier dans sa jeunesse.

## Démographie
D'après le recensement de 2000, il y avait 3 827 habitants, 1 434 ménages, et 1 092 familles dans la ville. La densité de population était de 67,8 hab/km2. Il y avait 1 606 maisons avec une densité de 28,4 maisons/km2. La décomposition ethnique de la population était : 97,36 % blancs ; 0,55 % noirs ; 0,03 % amérindiens ; 0,68 % asiatiques ; 0,08 % natifs des îles du Pacifique ; 0,63 % des autres races ; 0,68 % de deux ou plus races. 1,72 % de la population était hispanique ou Latino de n'importe quelle race.
Il y avait 1 434 ménages, dont 34,6 % avaient des enfants de moins de 18 ans, 68,3 % étaient des couples mariés, 5,2 % avaient une femme qui était parent isolé, et 23,8 % étaient des ménages non-familiaux. 18,8 % des ménages étaient constitués de personnes seules et 7,9 % de personnes seules de 65 ans ou plus. Le ménage moyen comportait 2,67 personnes et la famille moyenne avait 3,09 personnes.
Dans la ville la pyramide des âges était 26,7 % en dessous de 18 ans, 3,2 % de 18 à 24, 26,0 % de 25 à 44, 30,9 % de 45 à 64, et 13,2 % qui avaient 65 ans ou plus. L'âge médian était 42 ans. Pour 100 femmes, il y avait 95,6 hommes. Pour 100 femmes de 18 ans ou plus, il y avait 92,3 hommes.
Le revenu médian par ménage de la ville était 76 202 dollars US, et le revenu médian par famille était $81 996. Les hommes avaient un revenu médian de $61 513 contre $42 134 pour les femmes. Le revenu par habitant de la ville était $39 070. 3,1 % des habitants et 2,6 % des familles vivaient sous le seuil de pauvreté. 2,1 % des personnes de moins de 18 ans et 5,9 % des personnes de plus de 65 ans vivaient sous le seuil de pauvreté.
| 1810 | 1820 | 1830 | 1840 | 1850 | 1860 |
| ---- | ---- | ---- | ---- | ---- | ---- |
| 949  | 957  | 947  | 938  | 984  | 911  |

| 1870 | 1880 | 1890 | 1900 | 1910 | 1920 |
| ---- | ---- | ---- | ---- | ---- | ---- |
| 846  | 828  | 668  | 658  | 569  | 533  |

| 1930 | 1940 | 1950 | 1960 | 1970  | 1980  |
| ---- | ---- | ---- | ---- | ----- | ----- |
| 391  | 477  | 549  | 825  | 1 459 | 2 281 |

| 1990  | 2000  | 2010  | - | - | - |
| ----- | ----- | ----- | - | - | - |
| 2 809 | 3 827 | 3 581 | - | - | - |